# Atabeg
Atabeg o atabey es un título de nobleza de origen turcomano, usado para designar al gobernador de una nación o provincia subordinada a un monarca.
La palabra atabeg significa padre del príncipe. Cuando un príncipe selyúcida moría dejando herederos menores, se nombraba un tutor para proteger y hacerse cargo de los herederos. Este tutor solía casarse con las viudas (madres de los herederos menores), asumiendo una especie de paternidad subrogada.
El título de atabeg fue bastante común en la época selyúcida, a partir del siglo XII. El más famoso atabeg fue seguramente Zengi, atabeg de Mosul desde 1128, y que pronto se hizo independiente y dominó gran parte del norte de Mesopotamia y de Siria (incluida Alepo). Tras el período selyúcida, el título fue usado en menos ocasiones.